# Paus Sisinnius
Sisinnius (Syrië, geboortedatum onbekend - Rome, 4 februari 708) was paus van 15 januari 708 tot 4 februari 708.
Hij werd geboren in Syrië als zoon van een zekere Johannes. Zijn zeer korte pontificaat van 21 dagen was van weinig betekenis. Sisinnius is hiermee de op 4 na kortst zittende Paus in de geschiedenis. Vlak voor zijn dood heeft hij een nieuwe bisschop van Corsica gewijd. Hij gaf tevens opdracht om de muren van Rome te laten herstellen. Sisinnius werd begraven in de Sint-Pietersbasiliek in Rome.